# ボムシェル

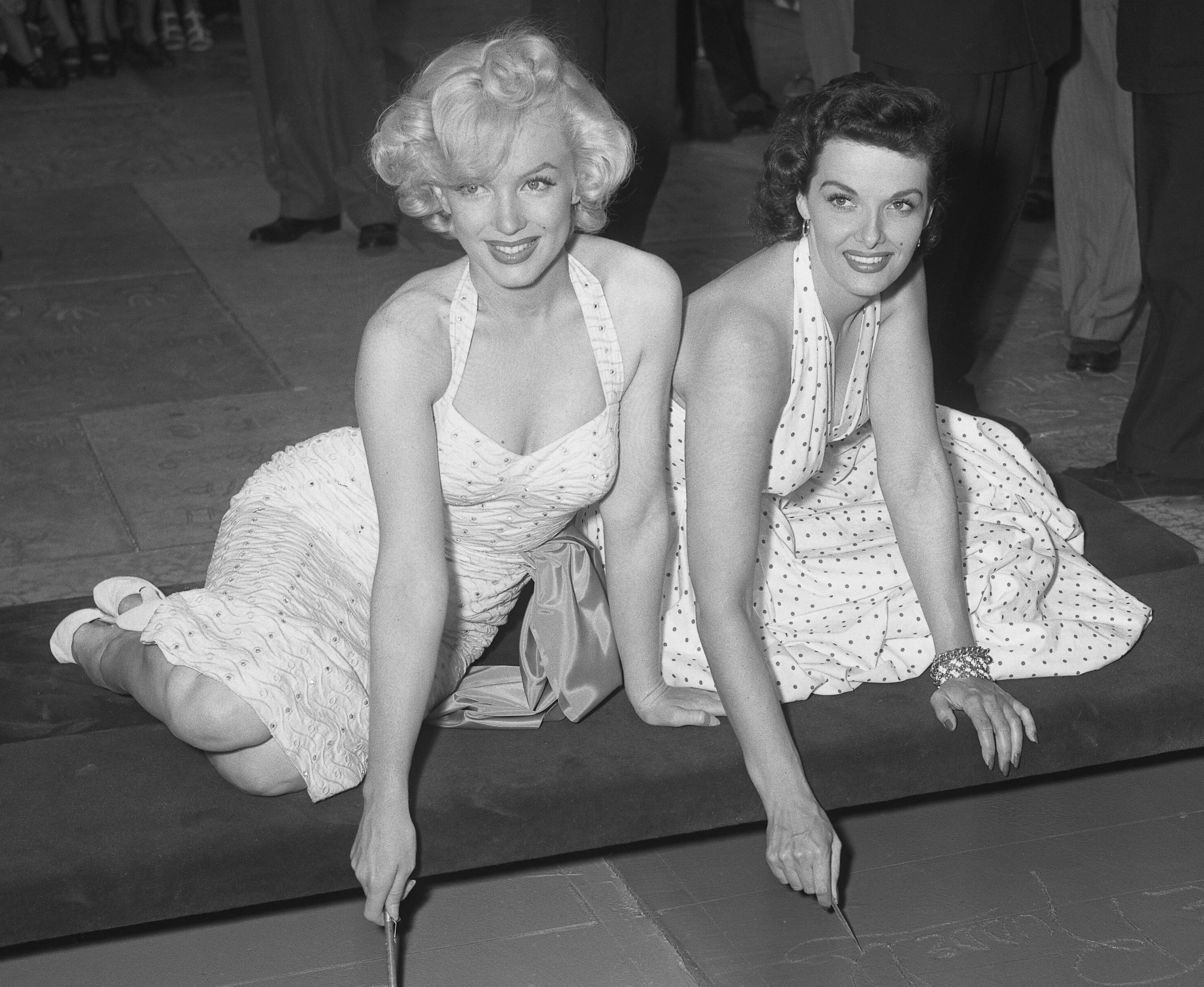
マリリン・モンローとジェーン・ラッセル

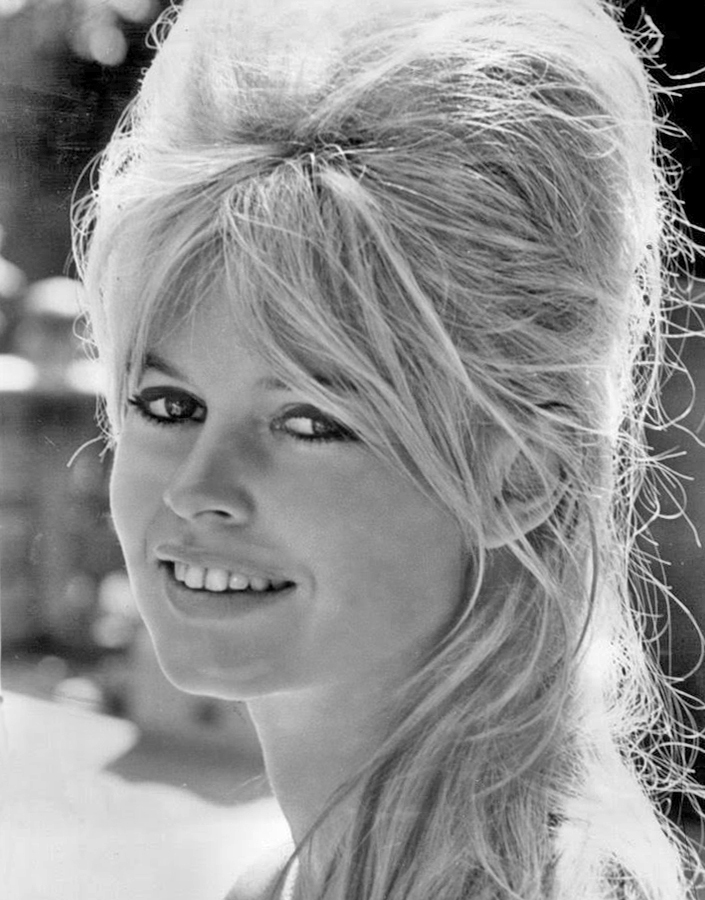
ブリジット・バルドー（1962年）

ボムシェル（英語: bombshell）という用語は、「セックスシンボル」の先駆けであり、元々は「非常に魅力的な人気のある女性」や「悩殺美女」を表すために使用されていた言葉。原義は「爆弾」である。
ダグラス・ハーパーのオンライン・エティモロジー・ディクショナリーでは、1942年からこの意味で使用されていることが証明されている。一方で、ボムシェルという単語は、1860年以来、「物事や出来事を打ち砕いたり、壊滅したりする」（ことから転じて、「驚くべき、衝撃的な」）という、より一般的な比喩的意味での長い歴史も持っている。

## 歴史
ボムシェルとして最初に知られた女性はジーン・ハーロウで、映画『プラチナ・ブロンド』（1931年）で「ブロンド・ボムシェル（blonde bombshell）」と呼ばれた。2年後、彼女はMGMの作品『爆弾の頬紅』（1933年）で主演を務めた。ポスターの宣伝文句の一つは「愛らしくて甘美でエキゾチックな、映画界のブロンド美人、ジーン・ハーロウ（Lovely, luscious, exotic Jean Harlow as the Blonde Bombshell of filmdom）」であった。
ハリウッドはすぐに「ブロンド・ボムシェル」（つまり、「金髪美人」）を取り上げ、その後、1940年代後半から1960年代前半にかけて、ブルネットや、エキゾチック、エスニック（例：ジェーン・ラッセルや、ドロシー・ダンドリッジ、ソフィア・ローレンなど）といったタイプも「ブロンドボムシェル」を補完する、あるいはその関連タイプとして育成された。主に1940年代から1960年代の映画スターで、ボムシェルと呼ばれた女性たちには
- マリリン・モンロー
- リタ・ヘイワース[10]
- ダイアナ・ドース[11]
- ジェイン・マンスフィールド
- マミー・ヴァン・ドーレン[12]
- ジェーン・ラッセル
- エヴァ・ガードナー
- キャロル・ベイカー
- ブリジット・バルドー[13]
- キム・ノヴァク
- ジュリー・クリスティ
- ソフィア・ローレン
- エリザベス・テイラー
- アン・マーグレット
- ベロニカ・レイク
- ラクエル・ウェルチ
- ウルスラ・アンドレス[14][15]
- ジーナ・ロロブリジーダ[16]

などがいる。
1962年のマリリン・モンローの死後、この異名は急激に人気が高まったが、1960年代後半にはイデオロギー的な対立が生じたため人気が低下した。

## ステレオタイプ
ボムシェルは、異常性欲や、ウエストがくびれた体つきや大きな胸を含む曲線美、セックスアピール、ブロンドの女性に関連したステレオタイプやスーパーモデルに向けられるのと同様のより大きな人格面での典型像と結び付けられ、同一視される場合がある。